# Морейра (Нелаш)
Морейра (порт. Moreira) — район (фрегезия) в Португалии, входит в округ Визеу. Является составной частью муниципалитета Нелаш. Находится в составе крупной городской агломерации Большое Визеу. По старому административному делению входил в провинцию Бейра-Алта. Входит в экономико-статистический субрегион Дан-Лафойнш, который входит в Центральный регион. Население составляет 707 человек на 2001 год. Занимает площадь 3,78 км².